# Hermann Speck von Sternburg

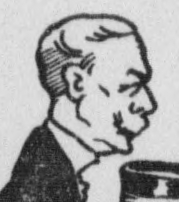
Bob Satterfield: von Sternburg, Skizze, 1904

Hermann Freiherr Speck von Sternburg (* 21. August 1852 in Leeds; † 23. August 1908 in Heidelberg) war ein kaiserlich-deutscher Diplomat und Kunstsammler. Sein Vater war Alexander Speck von Sternburg, Gutsherr und Eigentümer der  „Freiherrlich Sternburgschen Brauerei“ in Lützschena  bei Leipzig, seine Mutter Martha Speck von Sternburg, geb. Stocks. Als 1856 Hermanns Großvater, der Großkaufmann Maximilian Speck von Sternburg starb, kehrte die Familie auf das Rittergut Lützschena zurück. Hermanns Vater übernahm als Majoratsherr den Familienbesitz.
Hermann Speck von Sternburg schlug die Laufbahn eines Diplomaten ein. Er besuchte die fürstliche Landesschule Sankt Afra in Meißen und studierte anschließend in Dresden. Nach seinem Militärdienst bei den 2. Königlich-Sächsischen Reitern in Grimma und der Teilnahme am Deutsch-Französischen Krieg 1870/71 war er in Hannover und Dresden als Militär tätig. 1884 wurde Hermann Speck von Sternburg als Militärattaché an die deutsche Gesandtschaft in Washington, D.C.  berufen. Zum königlich-sächsischen Major befördert, wurde er als Militärattaché zur Kaiserlichen Gesandtschaft in Peking versetzt und 1893 als Legationssekretär berufen. 1896 kam er an die Kaiserliche Gesandtschaft in Belgrad und nahm dort 1897 die Stellung eines Legationsrates ein. 1898 kehrte er wieder an die Kaiserliche Botschaft in Washington zurück und wurde dort Erster Sekretär.
In seiner Zeit in Washington befreundete sich Hermann Speck von Sternburg mit dem späteren amerikanischen Präsidenten Theodore Roosevelt, der ihn freundschaftlich „Specky“ nannte. 1900 wurde er zum Generalkonsul des Deutschen Reiches für Britisch-Indien und Ceylon mit Sitz in Kalkutta ernannt. 1903 kehrte er als außerordentlicher Gesandter und bevollmächtigter Minister nach Washington zurück und trat dort im Juni 1903 die Nachfolge des Botschafters Theodor von Holleben an. Am 8. Juli 1907 war Speck von Sternburg auf dem Passagierschiff Kronprinz Wilhelm, als dieses im Atlantischen Ozean mit einem Eisberg kollidierte. 
Wegen seiner angegriffenen Gesundheit musste er mehrfach zum Krankenurlaub nach Deutschland zurückkehren. Am 23. August 1908 verstarb er trotz ärztlicher Behandlungen in Heidelberg und Bad Homburg vor der Höhe in Heidelberg.
Am 29. Oktober 1908 gab es in Washington, D.C. ihm zu Ehren eine Trauerfeier mit der Anwesenheit von Präsident Roosevelt.
In der Zeit von 1891 bis 1896 war Hermann Speck von Sternburg in Peking auch als Kunstsammler tätig. Es gelang ihm, bedeutende Skulpturen, Malereien und Ritualgegenstände aus der Welt des tibetischen, mongolischen und chinesischen Buddhismus sowie der chinesischen Volksreligion in seinen Besitz zu bringen. Einen Teil seiner Sammlung übergab er selbst dem Museum für Völkerkunde in Leipzig. Einen anderen Teil erwarb das Museum 1909 von seiner Witwe Lilian May Langham.